# Premio Camera Austria
El Premio Camera Austria de la ciudad de Graz para la Fotografía Contemporánea, en alemán Camera Austria-Preis für zeitgenössische Fotografie der Stadt Graz, es un premio de fotografía otorgado cada dos años por la ciudad austríaca de Graz. El premio se adjudica desde 1989 y está dotado de 14.500 euros. El fotógrafo premiado se selecciona entre los que han destacado en un número monográfico de la revista Camera Austria. Esta revista también realiza exposiciones fuera de Austria dando a conocer el trabajo fotográfico de diversos autores.

## Premiados
Los fotógrafos premiados han sido:
- 1989	Nan Goldin
- 1991	Olivier Richon
- 1993	Seiichi Furuya
- 1995	David Goldblatt
- 1997	desierto
- 1999	Hans-Peter Feldmann
- 2001	Allan Sekula
- 2003	Aglaia Konrad
- 2005	Walid Raad
- 2007	Marika Asatiani
- 2009	Sanja Iveković
- 2011   Heidrun Holzfeind
- 2013   Joachim Koester
- 2015   Annette Kelm[3]
- 2017 Jochen Lempert
- 2019 Lebohang Kganye
- 2021 Belinda Kazeem-Kaminski[4][5]